# Teresa de León
Teresa Alfónsez de León (c. 1080-Monasterio de Montederramo (Galicia), 11 de noviembre de 1130), fue condesa de Portugal e hija natural de Alfonso VI de León y de su amante Jimena Muñoz, siendo además la madre de Alfonso I de Portugal, el primer rey de Portugal.

## Biografía
La prometen en el año 1093 con Enrique de Borgoña. Hacia 1095 su padre, el rey Alfonso VI, concede al matrimonio el condado Portucalense. Después de la muerte de Enrique en 1112, Teresa regenta el condado durante la minoría de su hijo (con el título de reina), encariñándose con el poder.
Atacada por las fuerzas de su media-hermana, la reina Urraca I de León, retrocedieron las de Teresa desde el margen izquierdo del río Miño, derrotadas y dispersas, hasta que la propia Teresa se refugia en el castillo de Lanhoso, donde sufrió el cerco que le fue impuesto por Urraca (1121). Aunque en posición de inferioridad, Teresa consiguió negociar el tratado de Lanhoso, por el cual consiguió salvar su gobierno del condado Portucalense.
Su alianza y relación con el magnate gallego Fernando Pérez, conde de Traba, puso contra ella a los nobles portucalenses y a su propio hijo. En la minoría de Alfonso Enríquez, Teresa rechazó entregarle el control de la herencia paterna. En breve, madre e hijo entraron en guerra abierta, siendo las fuerzas de Teresa derrotadas en la batalla de San Mamede en 1128. 
Obligada de ese modo a dejar la gobernación, algunos autores defienden que fue detenida por el propio hijo en el castillo de Lanhoso, otros que se exilió en un convento de Póvoa de Lanhoso, donde falleció en 1130. Historiadores modernos, sin embargo, sostienen que después de la batalla, y ya en fuga, ella y el conde Fernando Pérez fueron apresados e inmediatamente expulsados de Portugal, huyendo a Galicia donde vivió con el conde y falleció el 11 de noviembre de 1130.

## Sepultura
Sus restos mortales fueron trasladados a la catedral de Braga, donde reposan en la actualidad junto a la tumba de su primer marido, el conde Enrique de Borgoña.

## Matrimonio y descendencia
Fruto de su matrimonio con Enrique de Borgoña, conde de Portugal, nacieron los siguientes hijos: 
- Urraca Enríquez (c. 1095[1]-después de 1169), esposa del magnate gallego Bermudo Pérez de Traba, hijo del conde Pedro Froilaz, con descendencia;[2]
- Sancha Enríquez (c. 1097[1]-después de 1163[3]). Casó en primeras nupcias con Sancho Núñez de Celanova. Después volvió a casar, antes de 1147, con Fernando Méndez de Braganza[3] sin sucesión de este segundo matrimonio;[4]
- Teresa Enríquez (n. c. 1098);[1]
- Alfonso Enríquez, el futuro Alfonso I de Portugal (1109[5]-1185).

De su relación con el conde Fernando Pérez de Traba nacieron: 
- Teresa Fernández de Traba, casada en primeras nupcias con el conde Nuño Pérez de Lara y en segundas con el rey Fernando II de León;
- Sancha Fernández de Traba, quien contrajo tres matrimonios: el primero con el conde Álvaro Rodríguez de Sarria; el segundo con el conde Pedro Alfonso; y el tercero con el conde Gonzalo Rodríguez Salvadórez, teniendo sucesión solamente de su primer matrimonio.

| Predecesor: Otorgado por Alfonso VI | Condesa de Portugal c. 1095-1128 (junto con Enrique de Borgoña hasta 1112 y como regente de Alfonso Enríquez hasta 1128 con el título de reina) | Sucesor: Alfonso Enríquez |